# Erinnerungsmedaille an den Feldzug gegen Paraguay
Die Erinnerungsmedaille an den Feldzug gegen Paraguay war eine Auszeichnung des Landes Argentinien, welche 1871 per Gesetz geschaffen wurde. Ihre Verleihung erfolgte entsprechend der militärischen Hierarchie des Beliehenen an alle Teilnehmer des argentinischen Feldzuges im Zuge des Tripel-Allianz-Krieges.

## Klasseneinteilung
- I. Klasse (Goldene Medaille für Kommandeure)
- II. Klasse (Silberne Medaille für Offiziere)
- III. Klasse (kupferne Medaille für Mannschaften)

## Aussehen und Trageweise
Die goldene, silberne oder kupferfarbene Medaille zeigt auf ihrem Avers das Wappen Argentiniens sowie die Umschrift der Kampagne. Das Revers ist bisher nicht bekannt. Getragen wird die Medaille aller Klassen an der linken oberen Brustseite.